# Jamie Staff
Jamie Staff MBE (Ashford, Kent, 30 d'abril de 1973) va ser un ciclista britànic especialista en pista. Guanyador d'un or olímpic als Jocs Olímpics de Pequín, també s'ha proclamat Campió del món en Keirin i en Velocitat per equips.
Va competir en algunes proves de BMX, guanyant un campionat del món.
El 2009 va ser condecorat amb l'Orde de l'Imperi Britànic.

## Palmarès en pista
- 2002
  -  Campió del món en velocitat per equips (amb Chris Hoy i Craig McLean)
- 2004
  -  Campió del món en keirin
- 2005
  -  Campió del món en velocitat per equips (amb Chris Hoy i Jason Queally)
- 2007
  -  Campió de la Gran Bretanya en Quilòmetre
- 2008
  -  Medalla d'or als Jocs Olímpics de Pequín en Velocitat per equips (amb Chris Hoy i Jason Kenny)
- 2009
  -  Campió de la Gran Bretanya en velocitat per equips

### Resultats a laCopa del Món
- 2002
  - 1r a Moscou, en Velocitat per equips
- 2003
  - 1r a Ciutat del Cap, en Velocitat per equips
  - 1r a Aguascalientes, en Quilòmetre
- 2004
  - 1r a Manchester i Sydney, en Velocitat per equips
- 2006-2007
  - 1r a Los Angeles, en Velocitat per equips
- 2008-2009
  - 1r a Manchester i Copenhaguen, en Velocitat per equips
- 2009-2010
  - 1r a Manchester, en Velocitat per equips

## Palmarès en BMX
- 1996
  -  Campió del món en BMX - Cruiser